# Goryl wschodni
Goryl wschodni (Gorilla beringei graueri) – podgatunek goryla górskiego, ssaka z rodziny człowiekowatych. Jest największą małpą człekokształtną - dorosły samiec może ważyć od 170-220 kg. Od goryli zachodnich różni się dłuższymi i ciemniejszymi włosami. 

## Występowanie
Zasięg występowania goryla wschodniego obejmuje wschodni obszar zasięgu rodzaju Gorilla - położony w centralnej części kontynentu afrykańskiego - w deszczowych lasach wschodnia część Demokratycznej Republiki Konga, Uganda i Rwanda.

## Tryb życia
Grupa rodzinna goryli wschodnich składa się z dorosłego samca, kilku samic i młodych w różnym wieku. Takiej grupie - od 2-30 osobników - przewodzi samiec, którego można rozpoznać po białej sierści na grzbiecie. Są to dojrzałe samce liczące powyżej 10 lat (wówczas osiągają dojrzałość płciową), nazywane srebrzystogrzbietymi. Stada goryli górskich są uporządkowane hierarchicznie według wieku samców. Stado prowadzi powolny tryb życia, a członkowie stada nie oddalają się od niego. Porozumiewają się gestami i odgłosami, przy czym repertuar znaków jest dość ubogi. Agresja występuje rzadko.
Samice osiągają dojrzałość płciową w wieku ok. 6 lat. Ciąża trwa 9 miesięcy. Młode goryle po urodzeniu ważą ponad 2 kg.
W niewoli żyją do ok. 35 lat.

## Wymiary dorosłego osobnika
- wzrost: samce ok. 170 cm, samice mniejsze
- masa ciała: samce 170 – 220 kg, samice 100 – 130 kg

Badaniami goryli górskich zajmowała się m.in. Dian Fossey.